# Medallas y condecoraciones de la Kriegsmarine
Las medallas y condecoraciones de la Kriegsmarine consistieron en una serie de insignias de guerra, así como una serie de broches de combate naval; estas condecoraciones se consideraron parte de una gama más amplia de condecoraciones militares del Tercer Reich.
Las siguientes fueron las principales insignias de guerra navales otorgadas por servicio en varias ramas de la Kriegsmarine.
| Insignia de la Flota de Guerra de Alta Mar | Insignia de Combate de Destructores           | Insignia de Combate de Dragaminas       | Insignia de Combate de Rotura del Bloqueo Naval |
| ------------------------------------------ | --------------------------------------------- | --------------------------------------- | ----------------------------------------------- |
|                                            |                                               |                                         |                                                 |
| Insignia al Combate Submarino              | Insignia de los Cruceros Auxiliares de Guerra | Insignia de Combate de Artillería Naval | Insignia de Combate de Lanchas Torpederas       |
|                                            |                                               |                                         |                                                 |

Además de las insignias de guerra, el personal naval también podía aspirar a los siguientes broches de combate. Dichos broches eran de diseño más pequeño y siempre se otorgaban después de recibir una insignia de guerra primaria (por lo tanto, no era posible obtener un broche de combate sin tener primero una insignia de guerra). Los broches de combate fueron los:
| Broche al Frente de Combate de Submarinos (Oro y Plata) | Broche al Frente de Combate Naval | Broche al Combate en Pequeñas Unidades (1.º a 7.º Grado) |
| ------------------------------------------------------- | --------------------------------- | -------------------------------------------------------- |
|                                                         |                                   |                                                          |

Las insignias navales ostentaban un mayor rango si tenían el distintivo con diamantes, aunque esta estipulación era solo para las insignias de guerra con broches de combate emitidos en un solo grado. Sobre el papel, cada insignia de guerra naval podía recibir una mejora de diamantes, pero en realidad el desglose fue el siguiente:
- Insignia al Combate Submarino con Diamantes: aproximadamente 30 personas recibieron la condecoración. Se otorgó un "grado especial" al Almirante Karl Dönitz, que era básicamente una insignia estándar de U-Boat con diamantes; sin embargo, fue hecha a mano y se consideró mucho más valiosa que el diseño estándar.
- Insignia de Combate de Destructores con Diamantes: sólo fue fabricada una insignia, pero nunca fue otorgada. Los registros de esta condecoración indican que el premio debía ser muy selectivo y solo se otorgaría a un puñado de capitanes de destructores tras la victoria final de Alemania en la Segunda Guerra Mundial.
- Insignia de Combate de Dragaminas con Diamantes: los registros indican que esta insignia solo fue otorgada una vez, aunque no se sabe exactamente a quién, ya que los registros exactos se perdieron al final de la Segunda Guerra Mundial.
- Insignia de Combate de Lanchas Torpederas con Diamantes: solo fueron otorgadas ocho de estas condecoraciones, todas las cuales se entregaron a los comandantes de Schnellboot que habían recibido la Cruz de Caballero con Hojas de Roble.
- Insignia de la Flota de Guerra de Alta Mar con Diamantes: esta condecoración nunca fue otorgada, aunque se fabricaron algunas. El criterio para esta insignia era servir como comandante de un crucero pesado y acorazado alemán y también recibir la Cruz de Caballero con Hojas de Roble. Durante la Segunda Guerra Mundial, ningún oficial de "grandes buques" de la Kriegsmarine logró este objetivo, lo que sin duda se vio dificultado por la aversión general de Adolf Hitler por la flota de superficie alemana en favor de los pequeños barcos de escolta y submarinos.
- Insignia de los Cruceros Auxiliares de Guerra con Diamantes: sólo fueron otorgadas dos insignias, a los capitanes Helmuth von Ruckteschell del crucero auxiliar alemán Michel, y a Ernst-Felix Krüder del crucero Pinguin.
- Insignia de Combate de Rotura del Bloqueo Naval con Diamantes: esta condecoración existió solo sobre el papel y nunca se produjo ni fue otorgada ni se establecieron criterios firmes sobre las circunstancias en las que podría otorgarse.
- Insignia de Combate de Artillería Naval con Diamantes: los registros de la Kriegsmarine indican que la existencia de esta insignia con diamantes solo se discutió casualmente y nunca se debatió seriamente su creación.

## Fechas de instauración
- Insignia de la Flota de Guerra de Alta Mar (establecida en abril de 1941)
- Insignia de Combate de Destructores (establecida el 4 de junio de 1940)
- Insignia de Combate de Dragaminas (establecida el 31 de agosto de 1940)
- Insignia de Combate de Rotura del Bloqueo Naval (establecida el 1 de abril de 1941)
- Insignia al Combate Submarino (establecida el 13 de octubre de 1939)
- Insignia de los Cruceros Auxiliares de Guerra (establecida el 24 de abril de 1941)
- Insignia de Combate de Artillería Naval (establecida el 24 de junio de 1941)
- Insignia de Combate de Lanchas Torpederas (establecida el 30 de mayo de 1941)
- Broche al Frente de Combate Naval (establecido el 19 de noviembre de 1944)
- Broche al Frente de Combate de Submarinos (establecido el 15 de mayo de 1944)
- Broche al Combate en Pequeñas Unidades (establecido el 15 de diciembre de 1944)